# Elizabeth Jhin
Elizabeth Jhin, nascida Maria Elizabeth Biscaia (Belo Horizonte, 12 de maio de 1949), é uma roteirista,  autora de telenovelas e escritora brasileira. Seu sobrenome Jhin veio do ex-marido, que era chinês.
Formada em Teatro pela Uni-Rio, foi aluna da primeira Oficina de Roteiristas da TV Globo, a convite de Flávio de Campos, seu professor de História do Teatro e Dramaturgia na faculdade.
Após 13 anos trabalhando como colaboradora em novelas, estreou em 2004 como autora titular, ao lado de Antônio Calmon, em Começar de Novo.
Posteriormente lançou Eterna Magia, sua primeira novela solo exibida às 18 horas, que teve direção geral de Carlos Manga e supervisão de texto de Sílvio de Abreu, no ano de 2007. A trama era inspirada na Wicca, a religião das bruxas. Vale ressaltar que esta novela foi representada no Prêmio Emmy por Irene Ravache, intérprete de Loreta, que concorreu como Melhor Atriz.
Em 2010, foi a autora principal da telenovela das seis da Globo, Escrito nas Estrelas. A partir dessa novela, especializou-se em tramas espiritualistas ou como ela mesma diz "novelas que falam sobre espiritualidade em geral", como Amor, Eterno Amor (2012), Além do Tempo (2015) e Espelho da Vida (2018-2019).
Em 2021 teve seu contrato com a Globo encerrado, citando diferenças políticas como motivo, além de explicitar que não trabalharia mais na televisão.
Anos antes escrevera os romances Paixões Desenfreadas, A Força do Destino, Armadilha Amorosa e outros títulos sob o pseudônimo de Renata Dias  pela Ediouro Publicações.
Além desses também escreveu os livros infanto-juvenis, Ensina-me a Viver, Melodia de Amor e Pobre Menina Rica, este último inspirado no clássico de Eleanor Gates, "The poor little rich girl" onde Lia, uma garota carioca, revive Guendolyn, que apesar de todo o luxo em que vive, não consegue ser feliz. Algumas vezes é creditada nos livros como Maria Elizabeth ou Maria Elizabeth Jhin.

## Trabalhos
| Ano  | Título               | Escalação                               | Parceiros Titulares                                           |
| ---- | -------------------- | --------------------------------------- | ------------------------------------------------------------- |
| 2018 | Espelho da Vida      | Autora principal                        |                                                               |
| 2015 | Além do Tempo        | Autora principal                        |                                                               |
| 2012 | Amor Eterno Amor     | Autora principal                        |                                                               |
| 2010 | Escrito nas Estrelas | Autora principal                        |                                                               |
| 2009 | Caminho das Índias   | Colaboradora                            | Glória Perez                                                  |
| 2007 | Eterna Magia         | Autora principal                        |                                                               |
| 2004 | Começar de Novo      | Autora principal                        | Antônio Calmon                                                |
| 2002 | O Beijo do Vampiro   | Colaboradora                            | Antônio Calmon                                                |
| 2001 | Brava Gente          | Roteirista (ep: "Os Mistérios do Sexo") |                                                               |
| 1999 | Vila Madalena        | Colaboradora                            | Walther Negrão                                                |
| 1999 | Andando nas Nuvens   | Colaboradora                            | Euclydes Marinho                                              |
| 1998 | Mulher               | Roteirista                              | Euclydes Marinho, Doc Comparato e Álvaro Ramos                |
| 1998 | Era uma Vez...       | Colaboradora                            | Walther Negrão                                                |
| 1997 | A Justiceira         | Roteirista                              | Daniel Filho, Antônio Calmon, Aguinaldo Silva e Doc Comparato |
| 1996 | Anjo de Mim          | Colaboradora                            | Walther Negrão                                                |
| 1995 | História de Amor     | Colaboradora                            | Manoel Carlos                                                 |
| 1994 | Tropicaliente        | Colaboradora                            | Walther Negrão                                                |
| 1991 | Felicidade           | Colaboradora                            | Manoel Carlos                                                 |
| 1991 | Salomé               | Colaboradora                            | Sérgio Marques                                                |